# 大山乡 (澜沧县)
大山乡（佤语：da sang:1037），是中华人民共和国云南省普洱市澜沧拉祜族自治县下辖的一个乡镇级行政单位。

## 行政区划
大山乡下辖以下地区：
大山村、半坡村、油榨房村、平田村、芒海村、团山村、南美村和南德坝村。